# Авантуре Бикла: Незамишљени пријатељ
Авантуре Бикла: Незамишљени пријатељ је сликовница Дена Сантата из 2014. године. Књига је освојила награду Калдекот 2015. године и говори причу о замишљеном пријатељу у потрази за дететом. Ово је трећа књига коју је Сантата написао, након Друштва генијалаца (2004) и Помоћника (2011), и његова друга сликовница.

## Позадина
Једна од 13 објављених књига које је Сантат илустровао 2014. године, књигу је написао као поклон свом сину, који је такође инспирисао причу. Изјавио је да је за њега књига „метафора о рођењу мог сина“, јер „постоји почетна анксиозност када сам први пут схватио да постоји та неизбежна судбина сусрета са овом новом особом, али знајући да ћете је волети безусловно, а да је никада нисте срели. Затим машта постаје стварност када коначно први пут држите своје дете у наручју, и тада ваш замишљени пријатељ добија име, Бикл“. Име Бикл је настало од прве речи његовог сина, покушаја да каже бицикл. Сантатов циљ је био да истражи замишљене пријатеље на другачији начин од других, заузимајући тачку гледишта пријатеља.
Прича је првобитно била метафора за креативни процес. Бикл је првобитно нацртан са једним оком. Током процеса писања, Бикл је постао више мрља, а метафора креативног процеса је умањена како би се фокусирала на тему пријатељства. У оригиналном нацрту, Сантат је натерао Бикла да неколико пута покуша да се уклопи са осталим замишљеним пријатељима покушавајући да изгледа и понаша се као они, јер „њему се не свиђа ко је и осећа се превише чудно да би га неко замислио“. Сантат и његов уредник су одлучили да ово уклоне из нацрта, јер су сматрали да је ово „више реакција тинејџера на неуклапање“ и „одлучили су да је боље написати причу о стрепњама око стицања свог првог пријатеља“.
Године 2015. најављена је филмска адаптација коју је развио Џејсон Рајтман за DreamWorks Animation, али је годинама касније тихо отказана.

## Писање и илустрације
Сантатову причу прати његов сопствени уметнички рад, а рецензент часописа Horn Book, Робин Смит, изјавио је да његова употреба сивих боја, као и начин на који је прича испричана из Биклове перспективе, помаже читаоцима да осете Биклове емоције. Књигу би требало да напише Алис, девојка са којом се Бикл спријатељује. Сантат одаје признање својој уредници, Кони Хсу, која му је помогла око приче и смирила га у вези са тим како ће књига бити прихваћена.
Уметничко дело за Авантуре Бикла је претежно креирано дигитално, а Сантат је изјавио да је „вероватно добрих 80% дигитално и 20% традиционално“. Према Kirkus Reviews, Биклова изолација се такође може осетити из начина на који илустрације „често изолују малог Бикла у угловима или га окружују великим фигурама које наглашавају његову усамљеност“. Стил илустрација у Авантурама Бикла одступа од илустрација оријентисаних ка акцији по којима је Сантат био познат. Књига је упоређивана са књигом Где су дивље ствари.

## Награде и пријем
Америчко библиотекарско удружење је доделило књизи награду Калдекот за 2015. годину, наводећи њене „фине детаље, калеидоскопски засићене боје и изврсне закривљене и угласте линије које мајсторски преносе емоционалну суштину ове посебне везе из детињства“, и прогласило је значајном књигом за децу. Неколико чланова одбора Калдекота било је толико одушевљено књигом да су, заједно са Сантатом, одрадили тетоваже слика из књиге.
Књига је добила углавном позитиван критички пријем. Common Sense Media је дао књизи 5 звездица и оценио је као прикладну за узраст од 3 године и више, са оценом А+ за образовну вредност. Мери Елам, пишући за School Library Journal, рекла је да је књига „одличан додатак свакој библиотеци“.